# وریته
کلسی رجینا برن (زاده ۶ مه ۱۹۹۰) که به‌طور حرفه ای به عنوان وریته شناخته می‌شود (به سبک VÉRITÉ)، خواننده و ترانه‌سرای آمریکایی ساکن بروکلین، شهر نیویورک است. اولین تک آهنگ او «به اندازه کافی عجیب» در ژوئیه ۲۰۱۴ منتشر شد.
کلسی رجینا برن در ۶ می ۱۹۹۰، در اورنج کانتی، نیویورک متولد شد. پدرش که در سنین جوانی با موسیقی آشنا شد، پدرش یک نوازنده راک بود، و وریته در حالی که هنوز در مدرسه ابتدایی بود شروع به اجرا در مکان‌های کوچک محلی کرد. او پیانو را در جوانی آموخت، و همچنین با گوش دادن به گروه‌های راک آلترناتیو دهه ۱۹۹۰ مانند کرنبریز، بریدرز، نیروانا و گرین دی بزرگ شد.